# Лусакські угоди
Лусакські угоди були підписані в місті Лусака (Замбія) 7 вересня 1974 року між Фронтом визволення Мозамбіку (ФРЕЛІМО) і урядом Португалії, установленим після Революції гвоздик. Португалія визнала право мозамбіцького народу на незалежність і погодила з ФРЕЛІМО умови передачі влади. Угода встановлювала, що незалежність буде проголошена після перехідного періоду, в ході якого влада всередині країни буде розділена між двома сторонами. Мозамбік здобув незалежність 25 червня 1975 року.